# (178) Belisana
(178) Belisana ist ein Asteroid des inneren Hauptgürtels, der am 6. November 1877 vom österreichischen Astronomen Johann Palisa an der Marine-Sternwarte Pola in Istrien bei einer Helligkeit von 11,5 mag entdeckt wurde.
Der Asteroid wurde benannt nach Belisana, dem Namen der Athene oder Minerva bei den Galliern, der „Königin des Himmels“ bedeutet. Belisana ist auch die kriegerischste Göttin der britischen Kelten. Die Benennung erfolgte durch Maurice Loewy auf Wunsch des Entdeckers. Die erste Interpretation scheint wahrscheinlicher, da die Benennung nach Loewys Einbürgerung in Frankreich erfolgte.

## Wissenschaftliche Auswertung
Aus Ergebnissen der IRAS Minor Planet Survey (IMPS) wurden 1992 Angaben zu Durchmesser und Albedo für zahlreiche Asteroiden abgeleitet, darunter auch (178) Belisana, für die damals Werte von 35,8 km bzw. 0,24 erhalten wurden. Nach der Reaktivierung von NEOWISE im Jahr 2013 und Registrierung neuer Daten wurden die Werte 2016 angegeben mit 42,1 km bzw. 0,22. Diese Werte besitzen aber eine hohe Unsicherheit.
Photometrische Beobachtungen von (178) Belisana erfolgten erstmals vom 23. Oktober bis 3. Dezember 1981 am Table Mountain Observatory und am Lowell-Observatorium in Arizona. Aus der gewonnenen Lichtkurve konnte als wahrscheinlichste Rotationsperiode ein Wert von 12,32 h abgeleitet werden. Neue Messungen wurden vom 28. April bis 4. Juli 2007 am Kingsgrove Observatory in Australien vorgenommen. Die Lichtkurve konnte zwar zu einer Rotationsperiode von 12,32 h ausgewertet werden, was die frühere Bestimmung bestätigte. Es wurde aber darauf hingewiesen, dass auch ein Wert von 24,651 h im Rahmen der Möglichkeit läge, so dass weitere Beobachtungen von verschiedenen Kontinenten aus als notwendig angesehen wurden, um die Unklarheit zu beseitigen.

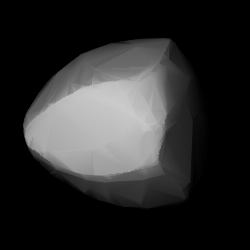
Berechnetes 3D-Modell von (178) Belisana

Eine solche koordinierte Zusammenarbeit von drei Observatorien, nämlich dem Organ Mesa Observatory in New Mexico, der Sternwarte Belgrad in Serbien und auch wieder dem Kingsgrove Observatory erfolgte dann vom 31. August bis 8. Oktober 2008. Jetzt konnte eine sehr detaillierte Lichtkurve gewonnen werden, die auf eine Rotationsperiode von 12,323 h hin ausgewertet wurde.
Aus den archivierten photometrischen Daten konnten in einer Untersuchung von 2013 Gestaltmodelle des Asteroiden für zwei alternative Ausrichtungen der Rotationsachse mit prograder Rotation sowie eine Rotationsperiode von 12,3213 h bestimmt werden.
Im Rahmen einer Zusammenarbeit zwischen dem Lulin-Observatorium auf Taiwan und der Sternwarte am purpurnen Berg in China sollten Asteroiden mit superschneller Rotation aufgespürt werden. Mit dem Chinese Near-Earth Object Survey Telescope (CNEOST) an der Außenstelle Xuyi wurde bei zwei Durchmusterungen im Februar/März 2017 und März 2018 auch eine lückenhafte Lichtkurve von (178) Belisana erfasst, aus der allerdings eine Rotationsperiode von 16,55 h bestimmt wurde. Aus archivierten Daten und photometrischen Messungen von Gaia DR2 konnte 2021 erneut eine Rotationsachse mit prograder Rotation berechnet werden. Die Rotationsperiode wurde dabei zu 12,3214 h bestimmt.
Zwischen 2012 und 2018 wurden mit der All-Sky Automated Survey for Supernovae (ASAS-SN) auch photometrische Daten von 20.000 Asteroiden aufgezeichnet. Auf mehr als 5000 davon konnte erfolgreich die Methode der konvexen Inversion angewendet werden, darunter auch (178) Belisana, für die in einer Untersuchung von 2021 ein verbessertes dreidimensionales Gestaltmodell für zwei alternative Rotationsachsen mit prograder Rotation und einer Periode von 12,3214 h berechnet wurde. Aus archivierten Daten des Asteroid Terrestrial-impact Last Alert System (ATLAS) aus dem Zeitraum 2015 bis 2018 konnte in einer Untersuchung von 2022 mit der Methode der konvexen Inversion eine Rotationsperiode von 12,322 h berechnet werden.